# Cyrtandra incisa
Cyrtandra incisa är en tvåhjärtbladig växtart som beskrevs av Charles Baron Clarke. Cyrtandra incisa ingår i släktet Cyrtandra och familjen Gesneriaceae. Inga underarter finns listade i Catalogue of Life.